# Čadovlje
Čadovlje – wieś w Słowenii, w gminie miejskiej Kranj. W 2018 roku liczyła 116 mieszkańców. 